# 敦賀きらめき温泉リラ・ポート

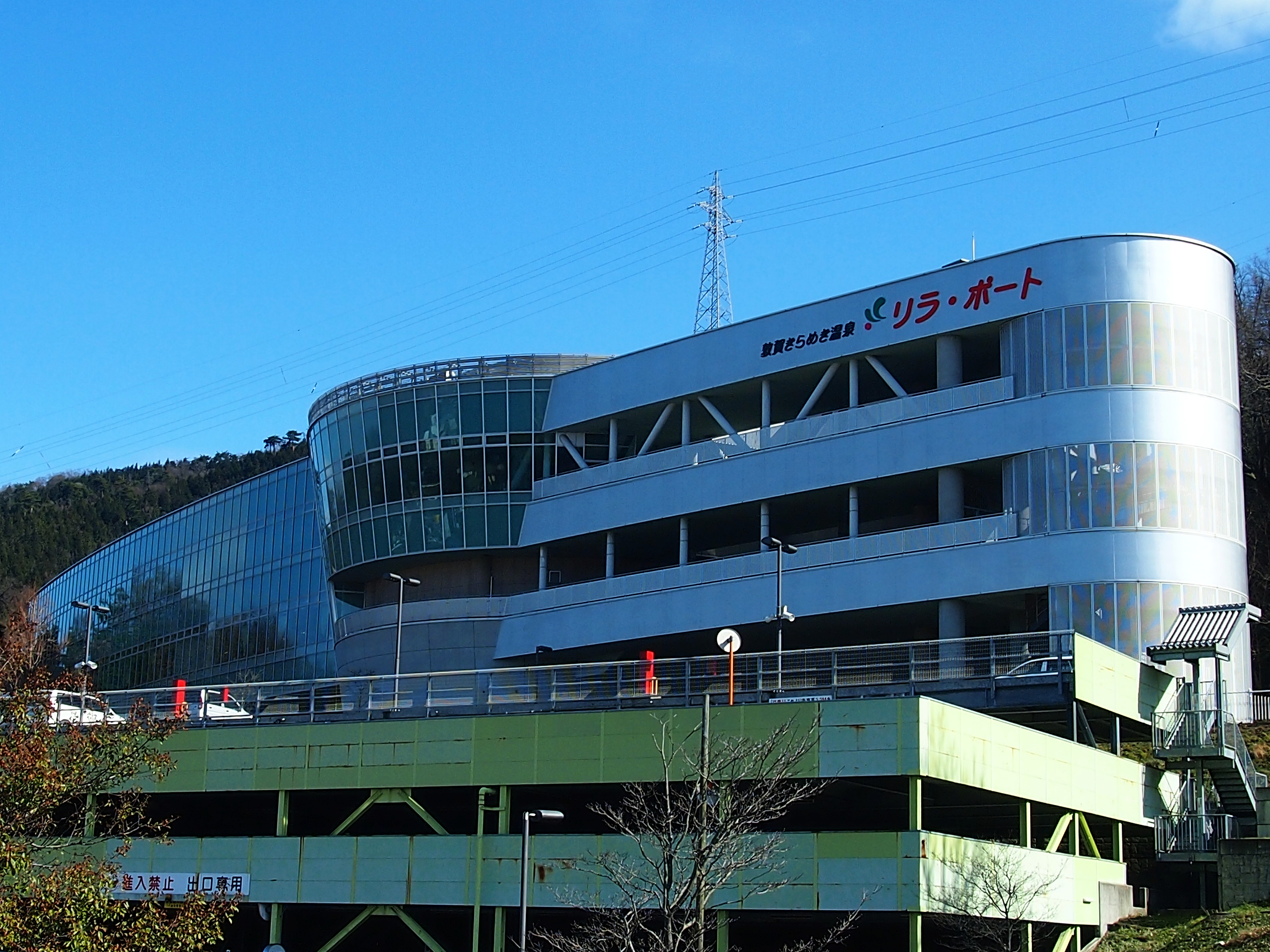
敦賀きらめき温泉リラ・ポート

敦賀きらめき温泉リラ・ポート（つるがきらめきおんせんリラ・ポート）は、福井県敦賀市高野にある温泉つき娯楽施設。2020年2月から休業していたが（後述）、2022年4月から営業を再開することになった。

## 概要
2002年（平成14年）12月16日に開業。敦賀市が整備し、当初の名称は「敦賀市民健康増進施設」 として整備が進められた。名称は公募で選ばれ、温泉名を「敦賀きらめき温泉」、施設名を「リラ・ポート」で決定した。総工費約36億円をかけて整備され、そのうち約24億円が高速増殖炉もんじゅの交付金で賄われている。なお、名称は前述の温泉名と施設名を合成した「敦賀きらめき温泉リラ・ポート」を敦賀市の条例で定めている。
入場者数は2006年の約24万1000人が最高で それ以降年々減少し続けており、2016年度は18万7362人、2018年度は約15万7000人となっている。

## 施設
大浴場は北陸トンネル掘削時に湧出した冷泉を加温する高温泉と、リラ・ポート地下1500mを掘削して湧出させた中温泉（こちらも加温）を使用した天然温泉であり、露天風呂とバーデプールを備える。宿泊施設はないが、レストランやカラオケルームなどを設けている。一度入館すると温泉やバーデプールを何度でも利用できるシステムとなっている。
- 所在地：福井県敦賀市高野91号9番3
- 施設：本館（3階建）、立体駐車場（約300台駐車可能）
  - 1階：エントランス、売店、カフェ（2018年のリニューアル時に設置）[2]
  - 2階：レストラン、宴会場、カラオケボックス、展望デッキ
  - 3階：大浴場、露天風呂、バーデプール、仮眠室（宿泊不可）、展望デッキ

## 営業時間等
営業時間
- 10:00 - 22:00[1]

休業日
- 火曜日（春の大型連休、夏休み、冬休み期間を除く）[1]

入場料
- 大人（12歳以上）：平日650円、土日祝日750円[1]
- 子ども（12歳未満）：350円[1]
- 65歳以上：550円[1]

## 交通
敦賀市コミュニティバス
- 敦賀駅から温泉線・ぐるっと敦賀周遊バス「リラ・ポート」下車

自動車
- 北陸自動車道敦賀ICから約10分

## 指定管理者
敦賀きらめき温泉リラ・ポートでは、2009年（平成21年）から指定管理者制度を導入している。

### 旧指定管理者
2009年4月1日から指定管理者として南洋ビルサービスとレンティック中部の2社による企業体（後に北陸南洋ビルサービスの1社へ移行）が運営を行った。2017年6月に、北陸南洋ビルサービス（以下「南洋」と記載）が経営破綻したことで敦賀市は同社の指定を取り消した。その後敦賀市は指定管理者を再選考し、2018年（平成30年）から浜名湖グラウンド・ゴルフパーク（静岡県浜松市中央区、以下「浜名湖」と記載）が新たな指定管理者と決定した。
浜名湖側は入場者数の増加を目指すため、1階にカフェを新設するなど施設のリニューアルを2018年に実施した。ところが、浜名湖側が2019年（令和元年）7月に敦賀市の補正予算案に計上された事業費の受取を拒否し、南洋側の不透明な経営状況に疑問を持ったため、敦賀市議会は地方自治法第100条に基づく百条委員会（敦賀きらめき温泉リラ・ポートの指定管理に係る調査特別委員会）を同年9月定例会で設置を決議した。2020年2月7日には敦賀市長の渕上隆信が委員会での証人尋問で、「手続上の不備はあったが大きな責任はない」と証言したが、市議会は敦賀市に指定管理者の与信管理や南洋側の不正経理の疑いなどについて不適切な行為があったと認定し、浜名湖側と協議して施設の運営継続と早期再開を求めた。
その後、浜名湖側が2020年1月31日に営業を一時停止する申し出があり、同年2月5日から無期限休業となった。

### 新指定管理者
指定管理者として新たにアイビックスと越前健康開発の共同事業体「ONE team」が選定され、2022年4月に営業を再開することになった。